# Partido Nueva Rusia
El Partido Nueva Rusia (en ruso: Партия Новороссия, romanizado: Partiya Novorossiya), o Partido Novorossiya, es un partido político que opera en Novorossiya, una unión de estados separatistas autodeclarados dentro de las fronteras internacionalmente reconocidas de Ucrania. La organización fue fundada por separatistas prorrusos, bajo el liderazgo de Pavel Gubarev, el 14 de mayo de 2014. El partido se conoce formalmente como el Movimiento Político Social "Partido Nueva Rusia" (en ruso: Общественно-политическое движение «Партия Новороссия»). No está registrado en el Ministerio de Justicia de Ucrania.
Al partido se le prohibió participar en las elecciones parlamentarias de Donbass de 2014 porque "no pudieron celebrar una conferencia fundacional". Los miembros del partido participaron en la elección en las listas electorales de Donbass Libre.

## Objetivos
Según el partido, su objetivo es "la retirada de todas las tierras del sureste de Ucrania de la jurisdicción de las autoridades de Kiev sobre la base del principio de democracia directa creando un estado nuevo, verdaderamente justo, científica y tecnológicamente avanzado".

## Historia

### Fundación
El Partido Nueva Rusia fue fundado el 13 de mayo de 2014 en Donetsk, Ucrania. Su creación fue anunciada por Pavel Gubarev, entonces actuando como "Gobernador del Pueblo" de Donetsk, quien declaró: "El nuevo partido será dirigido solo por aquellas personas que en este momento difícil se mostraron como verdaderos patriotas de su Patria y demostraron como verdaderos luchadores y defensores de su Patria".
Al primer congreso asistieron funcionarios separatistas prorrusos de la República Popular de Donetsk, la Milicia de Donbas. Participaron figuras notables, entre ellas: el líder de la República Popular de Donetsk , Pavel Gubarev (exmiembro de la Unidad Nacional Rusa, partido político neonazi, y del Partido Socialista Progresista de Ucrania), el escritor Alexander Prokhanov, politólogo fascista, y el líder del Partido Eurasia, Aleksandr Dugin, y Valery Korovin. El congreso anunció la creación de un nuevo estado confederado autoproclamado llamado 'Nueva Rusia'. El estado, según Dugin, tendría su ciudad capital en Donetsk, el cristianismo ortodoxo ruso como religión estatal, y nacionalizaría las principales industrias. Según Gubarev, el estado también incluiría (las principales ciudades que actualmente no están bajo el control de los separatistas) Járkov, Jersón, Dnipropetrovsk, Nicolaiev y Zaporizhia.

### Elecciones de Donbas
El 2 de noviembre de 2014 se celebraron elecciones no reconocidas internacionalmente en las Repúblicas Populares de Donetsk y Lugansk. Al Partido Nueva Rusia se le negó el registro en la RPD porque no había celebrado una conferencia fundacional. Posteriormente se presentó como candidato bajo la agrupación Free Donbas , que recibió el 31,6% de los votos.
El 11 de noviembre de 2018 se celebraron las elecciones del Donbás, Ekaterina Gubareva estaba lista para encabezar la lista electoral del partido Donbás libre para el Consejo Popular de la República Popular de Donetsk. Sin embargo, el 29 de septiembre de 2018 fue excluida de esta lista después de que unos desconocidos la detuvieran. Después de este incidente, partió hacia Rostov del Don, en Rusia.

### Sanciones
Como parte de las sanciones impuestas durante la Guerra Ruso-Ucraniana, el partido fue incluido en las listas de sanciones de EE. UU. el 19 de diciembre de 2014. El Departamento del Tesoro declaró que el partido, que había sido "creado para unir a todos los simpatizantes para el establecimiento de un partido federal independiente estado de Novorossiya y retirar todas las tierras del sureste de Ucrania de la autoridad de Kiev", fue "designado porque ha participado en acciones o políticas que amenazan la paz, la seguridad, la estabilidad, la soberanía o la integridad territorial de Ucrania".